# Kettering (circonscription britannique)
Pour les articles homonymes, voir Kettering.

Kettering dans le Northamptonshire.

La circonscription de Kettering est une circonscription électorale anglaise située dans le Northamptonshire représentée dans la Chambre des communes du Parlement britannique.